# テン属
テン属（貂属、テンぞく、Martes）は、食肉目イタチ科に含まれる属。

## 分布
北アメリカ大陸、ユーラシア大陸、インドネシア、日本

## 形態
指趾の裏は体毛で被われる。喉は白や橙色などの明色の体毛で被われる。
歯列は門歯が上下6本、犬歯が上下2本、小臼歯が上下8本、大臼歯が上顎2本、下顎4本で計38本。爪はやや引っ込めることができる。

## 分類
2008年に発表されたイタチ科の核DNAやミトコンドリアDNAの最大節約法・最尤法・ベイズ法による系統推定では、クズリ属・タイラ属とは全体として単系統群を形成する。一方でフィッシャーを含む・あるいはクズリを含まない本属は偽系統群と推定されている。この論文ではイタチ科内の亜科の復活や再定義も提唱しており、その説に従えば本属・タイラ属・クズリ属からなる単系統群でMartinaeを形成する。のちにこれらの属を含む亜科名としてクズリ亜科Guloninaeが採用されている。
属内の系統では解析法によって不定形な点があり、マツテンとクロテンからなる単系統群の姉妹群が最大節約法ではニホンテン、最尤法ではアメリカテン、ベイズ法ではこれらが3分岐と推定されている。
以下の分類はMSW3（Wozencraft, 2005）、和名は川田ら（2018）に従う。
- Martes americana アメリカテン American marten（太平洋岸北西部とグレートプレーンズ個体群をM. caurinaとする説もある）
- Martes flavigula キエリテン Yellow-throated marten
- Martes foina ムナジロテン Stone marten
- Martes gwatkinsii ニルギリキエリテン Nilgiri marten[8]
- Martes martes マツテン European pine marten
- Martes melampus ニホンテン Japanese marten
- Martes pennanti フィッシャー Fisher（フィッシャーのみでPekania属に分割される可能性がある[5]）
- Martes zibellina クロテン Sable

## 生態
森林に生息するが、ムナジロテンは森林よりも岩場などに生息し市街地にも生息する。多くの種は群れを形成せず単独で生活するが、キエリテンはペアや家族群で獲物を捕らえる。
食性は雑食で、小型哺乳類、果実などを食べる。

## 人間との関係
属名Martes（マルテス）や英名marten（マータン）は「テン」を意味し、もともとはヨーロッパに分布するマツテンやムナジロテンを指していた。日本語のテンは、漢語の貂（チョウ、テウ）が転訛したものだと考えられている。
毛皮が利用されることもある。
開発による生息地の破壊、毛皮用の乱獲などにより生息数が減少した種もいる。

## 画像

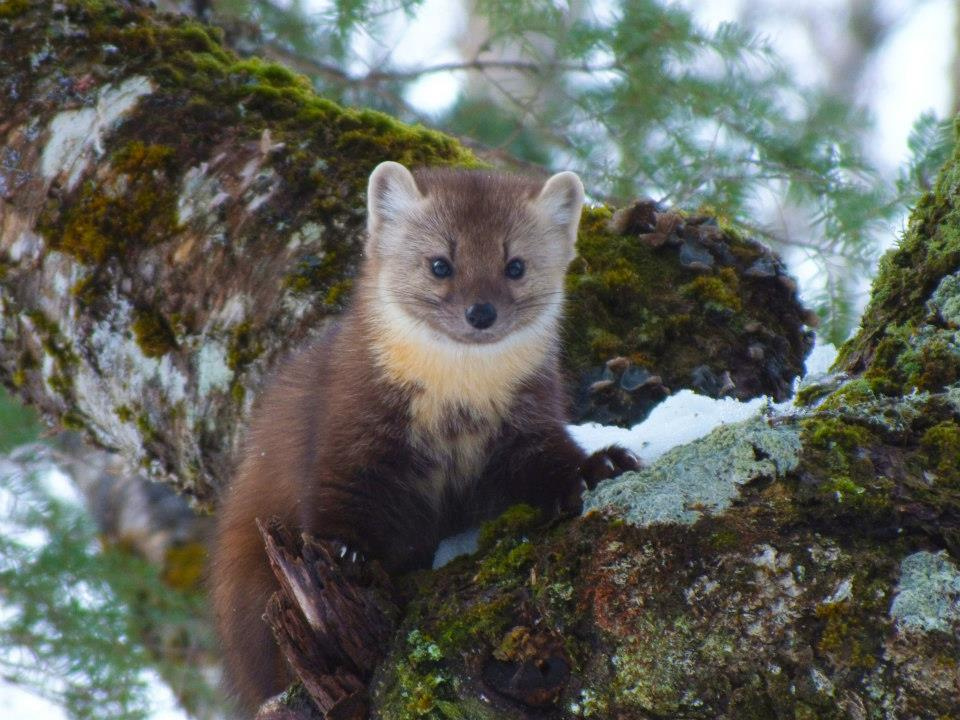
アメリカテン M. americana
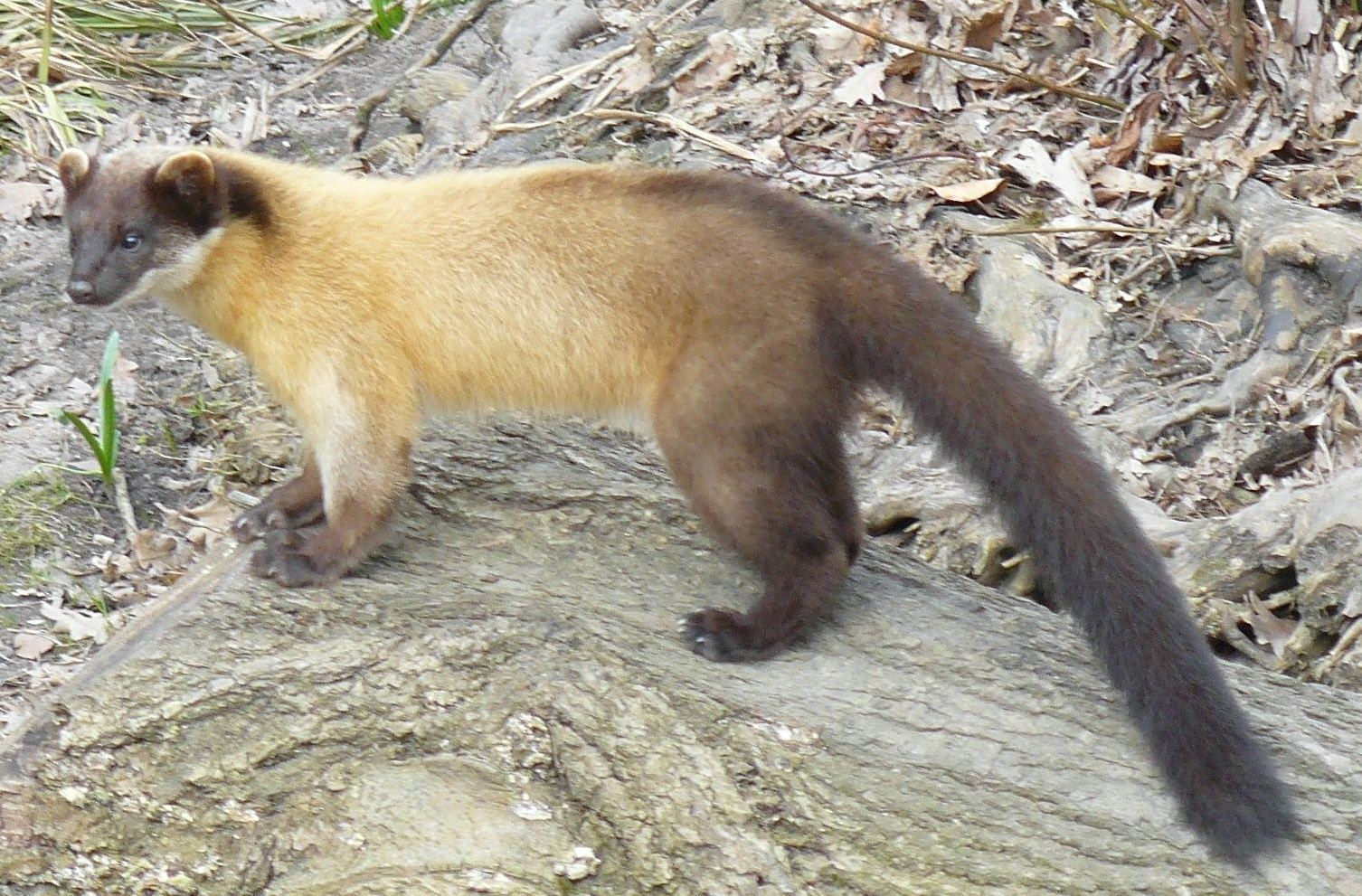
キエリテン M. flavigula
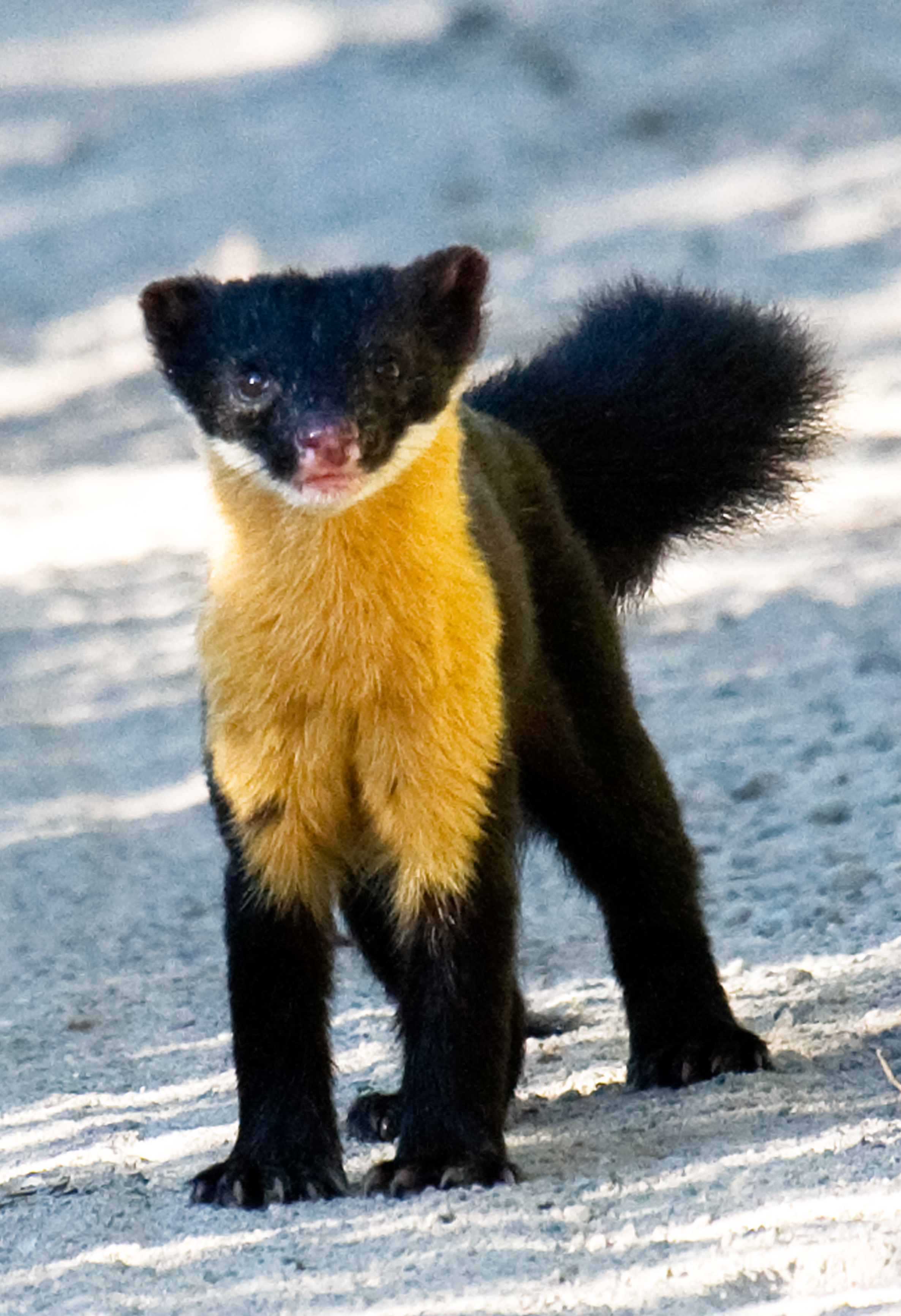
ニルギリキエリテン M. gwatkinsii
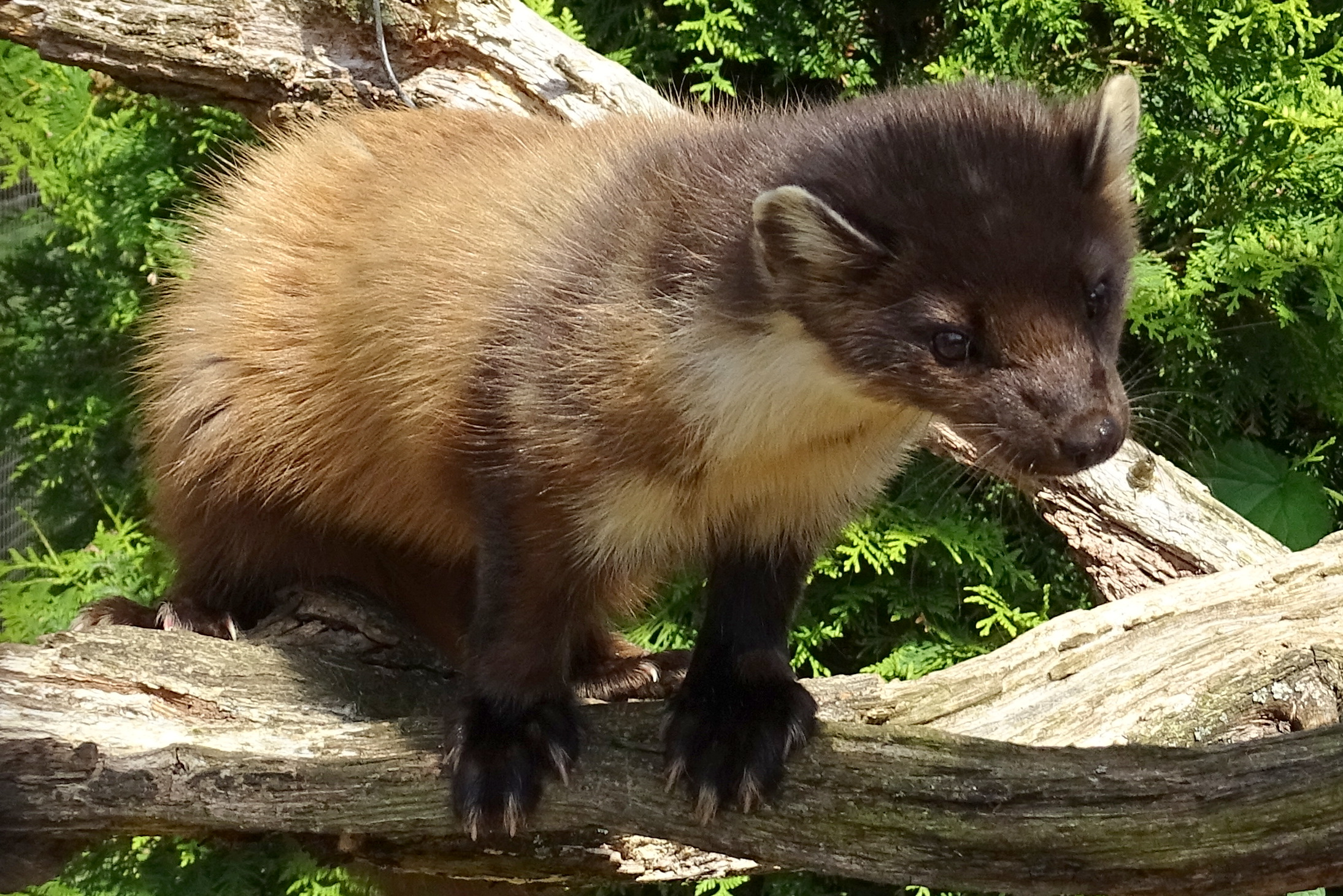
マツテン M. martes
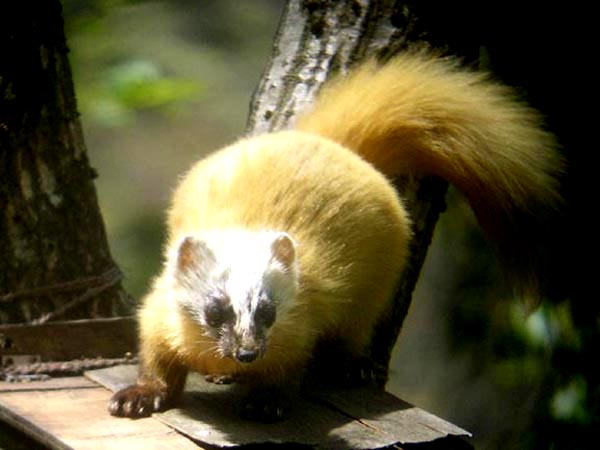
ニホンテン M. melampus
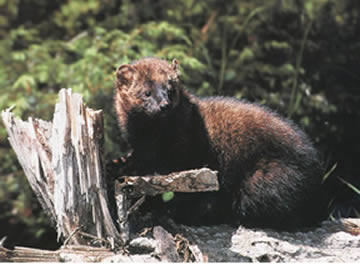
フィッシャー M. pennanti
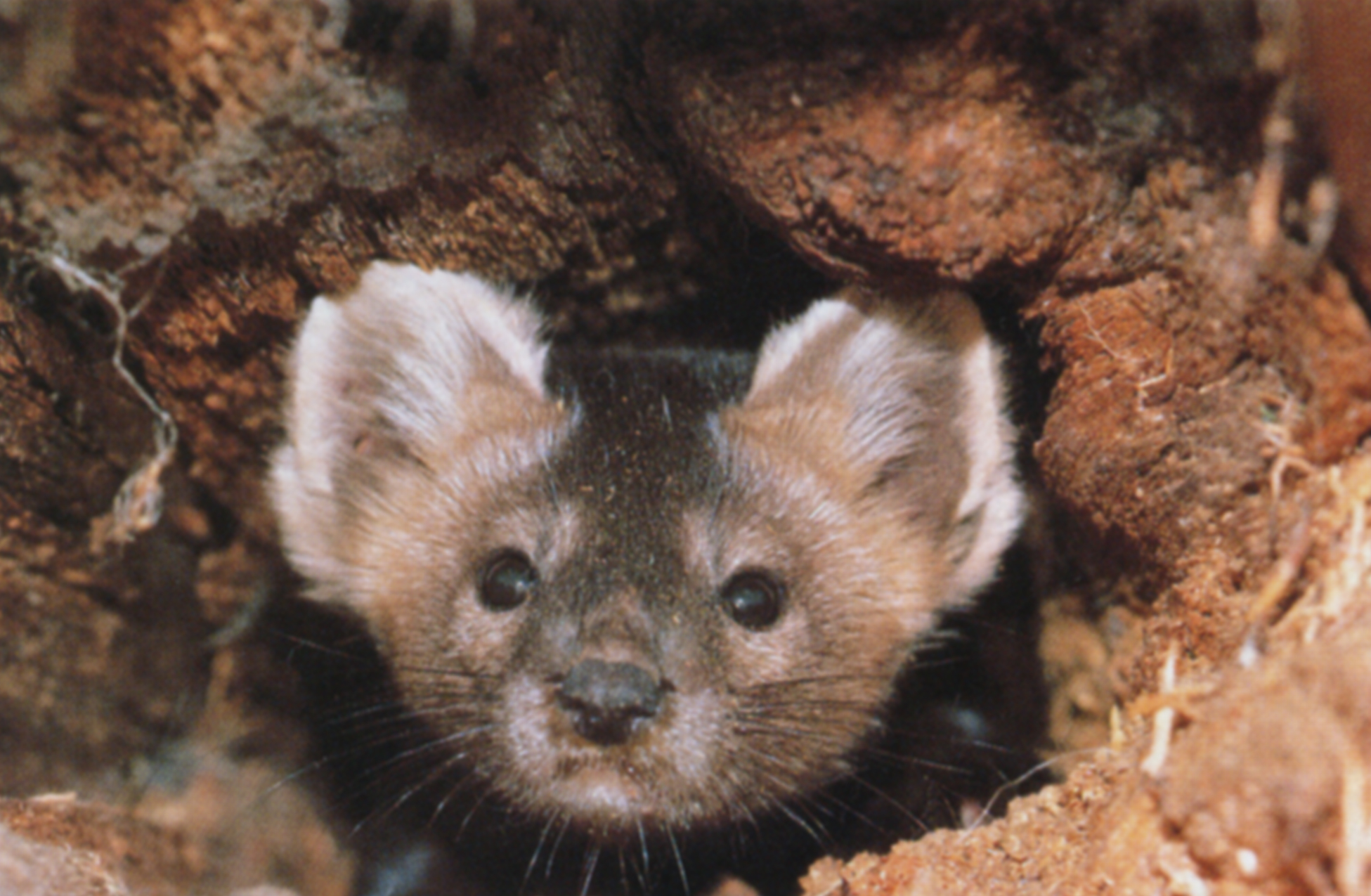
クロテン M. zibellina